# Enyalioides laticeps
Enyalioides laticeps là một loài thằn lằn trong họ Hoplocercidae. Loài này được Guichenot mô tả khoa học đầu tiên năm 1855.